# Kletra
Kletra (lat. Clethra), rod od sedamdesetak vrsta grmlja i drveća iz porodice koja je po njemu dobila ime, Clethraceae. Vrste ovog roda rasprostranjene su po tropskim i umjerenim područjima, i mogu se naći po raznim staništima, močvare, šume i kamenjari. Vrste mogu biti zimzelene i listopadne, a cvjetovi cvatu u klasterima.
Od fosila poznata je C. cimbrica iz srednjeg miocena

## Vrste
1. Clethra acuminata Michx.
2. Clethra alcoceri Greenm.
3. Clethra alexandri Griseb.
4. Clethra alnifolia L.
5. Clethra arborea Aiton
6. Clethra arfakana Sleumer
7. Clethra barbinervis Siebold & Zucc.
8. Clethra bodinieri H.Lév.
9. Clethra canescens Reinw. ex Blume
10. Clethra cardenasii Sleumer
11. Clethra castaneifolia Meisn.
12. Clethra chiapensis L.M.González
13. Clethra concordia D.A.Neill, H.Beltrán & Quizhpe
14. Clethra consimilis Sleumer
15. Clethra conzattiana L.M.González
16. Clethra crispa Gust.
17. Clethra cubensis A.Rich.
18. Clethra cuneata Rusby
19. Clethra delavayi Franch.
20. Clethra elongata Rusby
21. Clethra fabri Hance
22. Clethra fagifolia Kunth
23. Clethra fargesii Franch.
24. Clethra ferruginea (Ruiz & Pav.) Link ex Spreng.
25. Clethra fimbriata Kunth
26. Clethra formosa E.Alfaro & J.F.Morales
27. Clethra fragrans L.M.González & R.Delgad.
28. Clethra galeottiana Briq.
29. Clethra gelida Standl.
30. Clethra guyanensis Klotzsch ex Meisn.
31. Clethra hartwegii Britton
32. Clethra hendersonii Sleumer
33. Clethra hirsutovillosa S.Valencia & Cruz Durán
34. Clethra hondurensis Britton
35. Clethra javanica Turcz.
36. Clethra kaipoensis H.Lév.
37. Clethra kebarensis Sleumer
38. Clethra licanioides Standl. & Steyerm.
39. Clethra longispicata J.J.Sm.
40. Clethra luzmariae L.M.González
41. Clethra macrophylla M.Martens & Galeotti
42. Clethra mexicana DC.
43. Clethra oaxacana C.W.Ham.
44. Clethra obovata (Ruiz & Pav.) G.Don
45. Clethra occidentalis (L.) Kuntze
46. Clethra oleoides L.O.Williams
47. Clethra ovalifolia Turcz.
48. Clethra pachecoana Standl. & Steyerm.
49. Clethra pachyphylla Merr.
50. Clethra papuana J.J.Sm.
51. Clethra parallelinervia Gust.
52. Clethra × parvifolia Lundell
53. Clethra pedicellaris Turcz.
54. Clethra peruviana Szyszyl.
55. Clethra petelotii Dop & Troch.-Marq.
56. Clethra poilanei Gagnep. ex Dop
57. Clethra pringlei S.Watson
58. Clethra pulgarensis Elmer
59. Clethra purpusii L.M.González
60. Clethra pyrogena Sleumer
61. Clethra repanda Turcz.
62. Clethra retivenia Sleumer
63. Clethra revoluta (Ruiz & Pav.) Spreng.
64. Clethra rosei Britton
65. Clethra rugosa Steyerm.
66. Clethra scabra Pers.
67. Clethra secazu J.F.Morales
68. Clethra skutchii Standl. & Steyerm.
69. Clethra sleumeriana K.S.Hao
70. Clethra suaveolens Turcz.
71. Clethra sumatrana J.J.Sm.
72. Clethra sumbawaensis Sleumer
73. Clethra symingtonii Sleumer
74. Clethra talamancana C.W.Ham.
75. Clethra tomentella Rolfe ex Dunn
76. Clethra tomentosa Lam.
77. Clethra tutensis C.W.Ham.
78. Clethra tuxtlensis L.M.González
79. Clethra uleana Sleumer
80. Clethra vicentina Standl.

## Vanjske poveznice
|  | Zajednički poslužitelj ima još gradiva o temi Clethra |
|  | Wikivrste imaju podatke o taksonu Clethra             |